# Walter Lang (Fußballspieler)
Walter Lang (* 1. Juni 1925; † 2016) war ein deutscher Fußballspieler. Der Mittelfeldspieler hat von 1952 bis 1963 für den 1. FC Schweinfurt 05 in der damals erstklassigen Fußball-Oberliga Süd 288 Ligaspiele absolviert und dabei 17 Tore erzielt. Der zumeist als linker Außenläufer im WM-System eingesetzte Spieler, war ein Muster an Zuverlässigkeit und durch seinen nimmermüden Einsatz eine stete Antriebskraft im Nullfünfergebilde in der Oberligaära gewesen.

## Laufbahn
Über die Station FC Bayern Hof kam Walter Lang erst mit 27 Jahren zur Saison 1952/53 aus der 2. Liga Süd zum ehemaligen Gauligisten Schweinfurt 05. Er spielte noch mit den Größen wie Andreas Kupfer als Spielertrainer, „Molli“ Kupfer, Erwin Aumeier und Ludwig Merz zusammen. Neben dem Neuzugang aus Hof waren noch Alfred Burkhardt (Michelau) und Heinz Rath (der ehemalige Saalfelder von Werder Bremen) in die Kugellagerstadt nach Unterfranken gekommen. Mit der Mannschaft aus dem Willy-Sachs-Stadion war der „Läufer mit großer Lunge“ elf Jahre durchgehend in der höchsten Liga von Süddeutschland aktiv. Als 37-jähriger Routinier beendete er nach der Saison 1962/63 – es war das letzte Jahr der alten Erstklassigkeit der Oberliga und vor der neuen Ligastruktur mit Fußball-Bundesliga und der Zweitklassigkeit durch die regionalen Regionalligen – nach nochmals 17 Oberligaeinsätzen mit insgesamt 288 Oberligaeinsätzen (17 Tore) seine Spielerlaufbahn.
Er debütierte am 24. August 1952 bei einer 1:2-Heimniederlage gegen Viktoria Aschaffenburg als linker Außenläufer in der Oberliga Süd. Auch die weiteren Neuzugänge Burkhardt und Rath waren zum Debüt gekommen. Mit 28 Ligaeinsätzen (Zwei Tore) gehörte er sofort der Stammbesetzung an und Schweinfurt erreichte in der letzten Runde von Andreas Kupfer den 5. Rang im Endklassement.
Sein bestes Saisonergebnis mit Schweinfurt erlebte Lang unter Trainer Fritz Teufel in der Runde 1954/55, als die Nullfünfer punktgleich mit Vizemeister SSV Reutlingen den dritten Rang belegten. In die Runde waren die Unterfranken am 22. August 1954 beim Karlsruher SC mit einer 2:8-Niederlage gestartet. Nach der Hinrunde standen Lang und Kollegen mit 15:15 Punkten auf dem achten Rang. In der Rückrunde wurden mit 27:18 Toren 22:8 Punkte geholt und damit der dritte Rang erreicht. Der linke Außenläufer Lang hatte alle 30 Spiele absolviert und drei Tore erzielt. Beim Rundenabschluss, den 1. Mai 1955, bei einem 2:0-Heimerfolg gegen die SpVgg Fürth hatte er mit „Molli“ und Karl Kupfer die Läuferreihe gebildet. Für Stareinkäufe fehlte in Schweinfurt das Geld, der Verein hatte schon an der Einführung des Vertragsspielertums zu knabbern gehabt. Zugänge erfolgten zumeist aus dem fränkischen Amateurbereich. Trotzdem erreichten Lang und Kollegen in den Jahren 1957 und 1958 zweimal in Folge das süddeutsche Pokalfinale: Beide Endspiele gingen aber gegen den FC Bayern München am 26. Juni 1957 in München mit 1:4 beziehungsweise am 25. Juni 1958 in Mannheim gegen den VfB Stuttgart mit 1:2 verloren; die beiden Endspielgegner Bayern München und der VfB Stuttgart gewannen jeweils den DFB-Pokal.
Als sich die Ära der erstklassigen Oberliga dem Ende zuneigte, ging es mit Schweinfurt in der Tabelle in die unteren Regionen; 1961 und 1962 retteten sich die Mannen um Senior Lang und die Nachrücker Günter Bernard, Robert Gehling, Heinz Krämer, Rolf Schweighöfer, Helmut Kraus und Rolf Kupfer gerade noch mit einem Punkt Vorsprung auf den jeweils ligaerhaltenden 14. Rang. Als in der letzten Oberligasaison 1962/63 unter dem ehemaligen Nullfünfer Torhüter Fritz Käser als Trainer der 11. Rang erreicht wurde, hatte der kurz vor dem 38. Geburtsjahr stehende Walter Lang nochmals in 17 Ligaspielen seinen Anteil daran.